# Shenbakkam
Shenbakkam es una ciudad y nagar Panchayat situada en el distrito de Vellore en el estado de Tamil Nadu (India). Su población es de 17109 habitantes (2011). Se encuentra a 3 km de Vellore y a 71 km de Kanchipuram.

## Demografía
Según el censo de 2011 la población de Shenbakkam era de 17109 habitantes, de los cuales 8286 eran hombres y 8823 eran mujeres. Shenbakkam tiene una tasa media de alfabetización del 83,04%, superior a la media estatal del 80,09%: la alfabetización masculina es del 89,49%, y la alfabetización femenina del 77,03%.